# Stictoleptura picticornis
Stictoleptura picticornis là một loài bọ cánh cứng trong họ Cerambycidae.